# Лабидохромис Хонги
Лабидохромис Хонги (Labidochromis sp. 'Hongi', Labidochromis kimpuma, Hongi red top Labidochromis, Лабидохромис спец. Хонги) — аквариумная рыба семейства цихловых.

## Этимология
Название рода имеет отношение к характерному строению острых зубов на челюстях, способных вырывать или вытягивать водоросли, а также микроживотных даже из мельчайших углублений шероховатого скального субстрата. Слово в кавычках означает географическое место обитания (вылова) данного геоварианта (расы) или вида, ещё не получившего научного названия.

## Геоварианты и морфы
Данный вид не имеет географических вариантов (рас), но в отдельных популяциях наблюдается вариабильность в окраске. Если у основного вида окраска лобной части головы, затылка и спинного плавника варьирует от жёлтого до оранжевого цвета, то у другого цветового вариетета (морфы) — от оранжевого до красного. Последний цветовой вариетет (морфа) часто фигурирует под названиями 'Kimpuna' и 'Kimpuna red'.

## Область распространения (ареал)
Представители этого вида цихлид встречаются в северо-восточной части озера Малави (государство Танзания) в водах между островом Лундо и крупным населённым пунктом Лиули.

## Место обитания (биотоп) и морфометрия
Обитают в скальных биотопах свободных от осадочных отложений, а также в переходных зонах. Большинство самцов самцов, готовящихся к нересту, как правило, жёстко территориальны и охраняют свои нерестовые угодья, расположенные в больших пещерах. Самки ведут уединённый образ жизни и плавают от одной пещеры к другой. Самки, инкубирующие во рту икру, скрываются от возможной опасности в небольших межскальных пространствах. У самцов в нерестовом наряде корпус окрашен в голубой, а нередко — в бело-голубой цвет, а лобная часть головы, затылок и спинной плавник варьируют в окраске от жёлтого до оранжевого. Самки и молодь имеют коричневую окраску корпуса и спинной плавник жёлто-оранжевого цвета, по которой легко отличимы от других видов Labidochromis.

## Питание в природе
Водорослеядный вид, питающийся, преимущественно, водорослями скальных обрастаний, а также обитающими внутри обрастаний микроживотными. 
Имея острые, одновершинные зубы, вырывают водоросли из скальных обрастаний.